# 南彦根駅

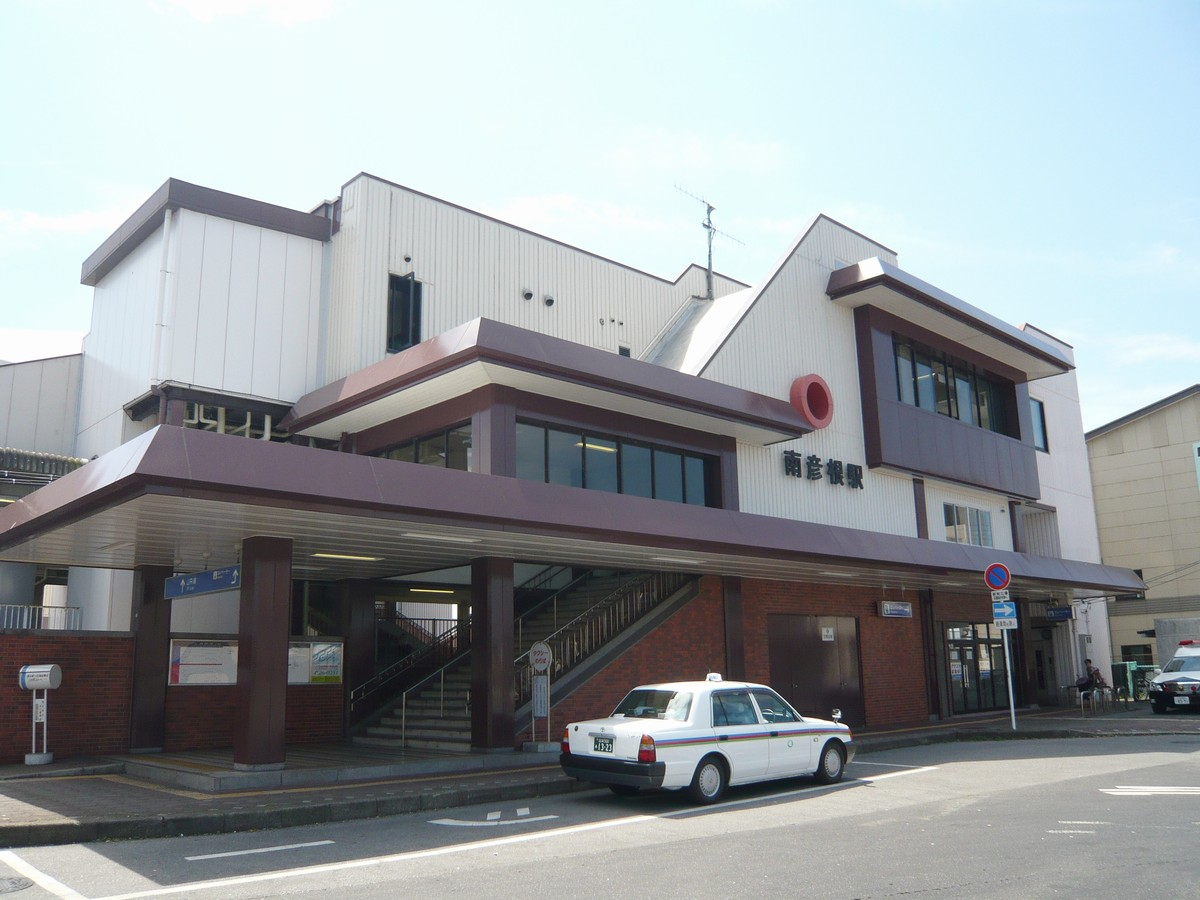
西口（2007年8月）

南彦根駅（みなみひこねえき）は、滋賀県彦根市小泉町にある、西日本旅客鉄道（JR西日本）東海道本線の駅である。駅番号はJR-A14。「琵琶湖線」の愛称区間に含まれている。

## 歴史
- 1981年（昭和56年）6月30日：日本国有鉄道（国鉄）東海道本線の彦根駅 - 河瀬駅間に新設開業[2][5][6]。旅客扱いのみ[10]。
- 1987年（昭和62年）4月1日：国鉄分割民営化により、西日本旅客鉄道（JR西日本）の駅となる[10][11]。
- 1988年（昭和63年）3月13日：路線愛称の制定により、「琵琶湖線」の愛称を使用開始。
- 1990年（平成2年）1月4日：駅前駐車場の使用を開始[12]。
- 1998年（平成10年）4月14日：自動改札機を設置し、供用開始[13]。
- 2001年（平成13年）12月13日：エレベーターの設置工事を開始[14]。
- 2002年（平成14年）4月2日：エレベーターの使用を開始[15]。
- 2003年（平成15年）11月1日：ICカード「ICOCA」の利用が可能となる[16]。
- 2006年（平成18年）10月1日：JR京都・神戸線運行管理システム導入。
- 2007年（平成19年）3月18日：駅自動放送を更新。
- 2010年（平成22年）12月11日：列車非常停止警報装置の運用を開始。
- 2015年（平成27年）3月12日：入線警告音の見直しに伴い、接近メロディ導入[17]。
- 2018年（平成30年）3月17日：駅ナンバリングが導入され、使用を開始する。
- 2019年（平成31年）
  - 3月16日：みどりの窓口の営業を終了[8]。
  - 3月17日：みどりの券売機プラスを導入[8]。

## 駅構造
相対式ホーム2面2線を有する地上駅で橋上駅舎を持つ。なお、駅舎内にはステンドグラスによる窓がある。
それぞれのホームの外側には2面4線への拡張に対応した用地が確保されていたが、バリアフリー化のために一部の用地を利用して2002年（平成14年）4月2日にエレベーターの使用が開始された。
JR西日本交通サービスが業務を行う業務委託駅で、米原駅が当駅を管理している。自動券売機、みどりの券売機プラスが設置されている。
2003年（平成15年）11月1日にICOCAの利用が可能となった（ICOCAの相互利用対象ICカードは当該項参照のこと）。

### のりば
| のりば | 路線     | 方向 | 行先           |
| ------ | -------- | ---- | -------------- |
| 1      | 琵琶湖線 | 上り | 米原・長浜方面 |
| 2      | 琵琶湖線 | 下り | 京都・大阪方面 |

- 上表の路線名は旅客案内上の名称（愛称）で記載している。

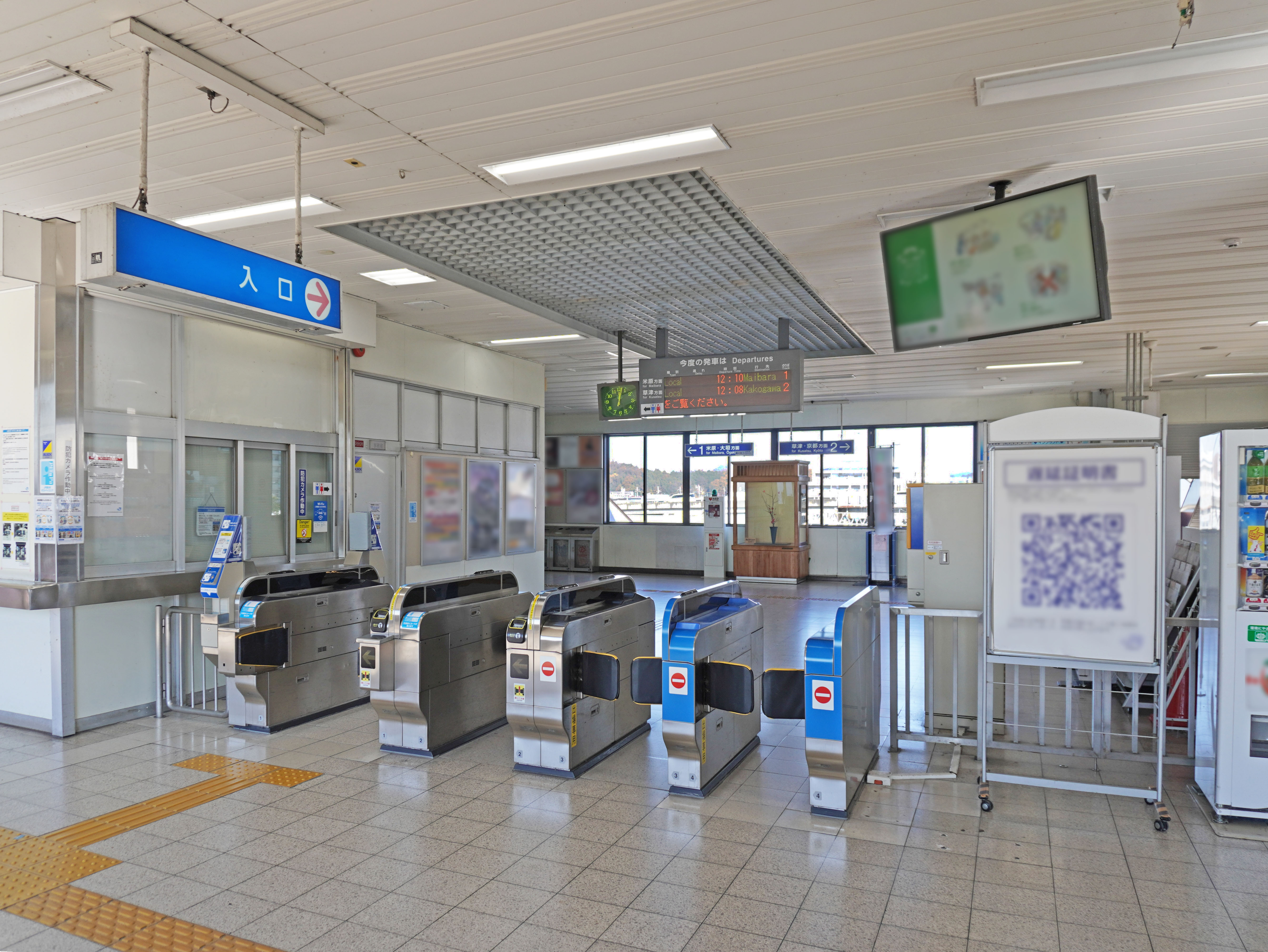
改札口（2022年12月）
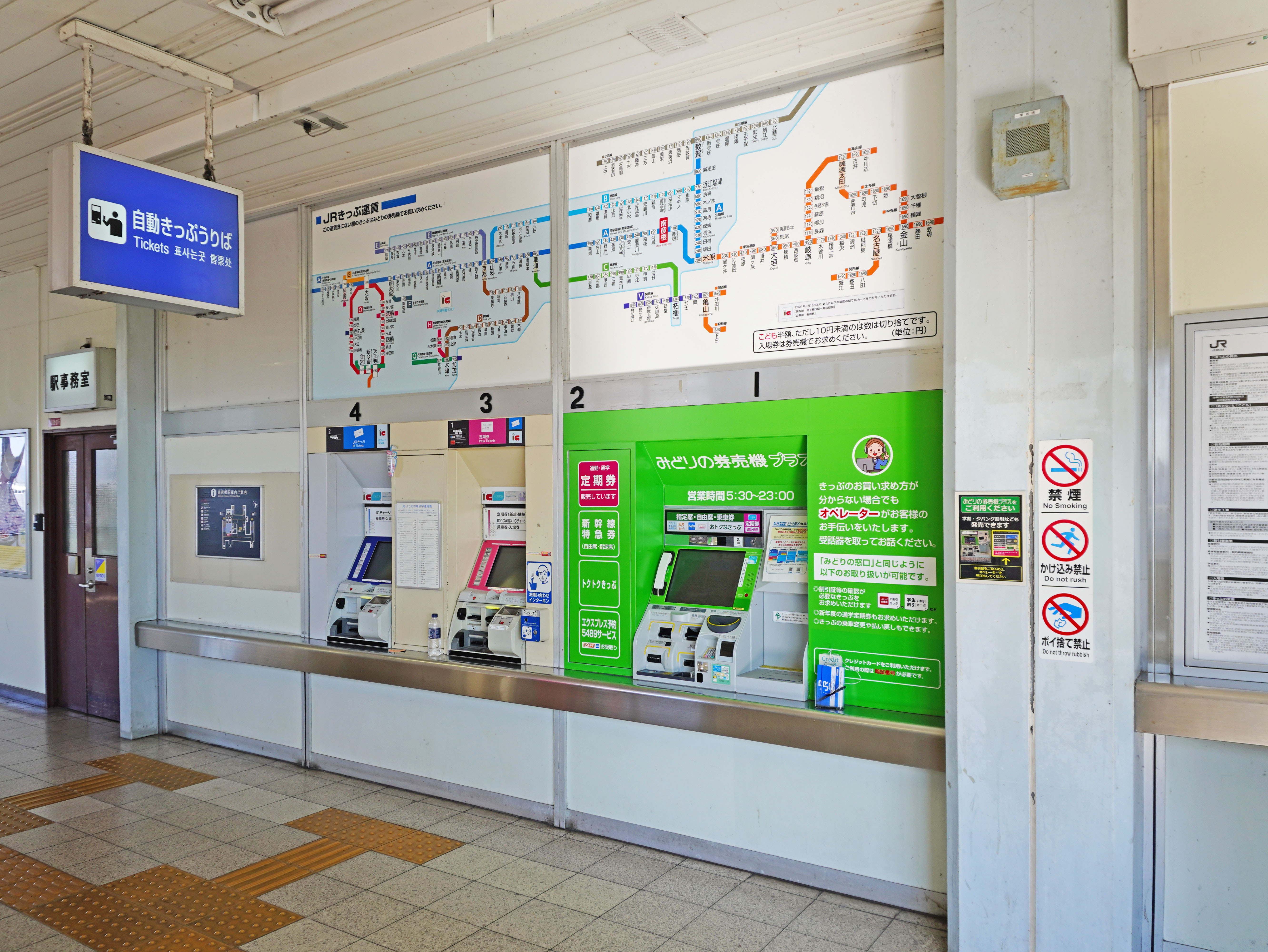
切符売り場（2022年12月）
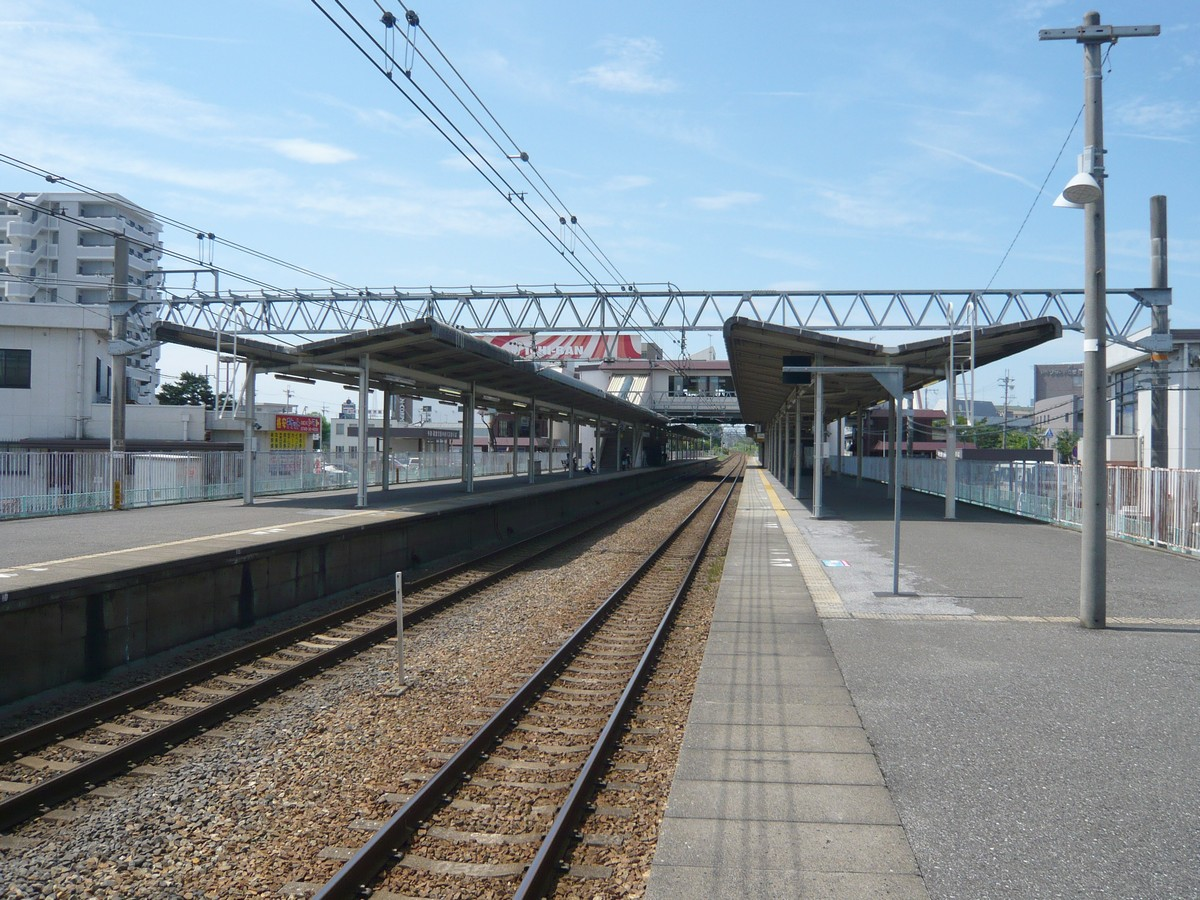
ホーム（2007年8月）

## ダイヤ
日中時間帯は1時間あたり2本が停車する。なお、朝と夕方以降は本数が増える時間帯がある。

## 利用状況
JR西日本の移動等円滑化取組報告書によれば、2023年度の1日当たりの利用者数は10,918人。「滋賀県統計書」によると、1日平均の乗車人員は以下の通りである。
| 年度   | 1日平均 乗車人員 | 出典        |
| ------ | ---------------- | ----------- |
| 1992年 | 5,649            | [ 統計 2 ]  |
| 1993年 | 5,694            | [ 統計 3 ]  |
| 1994年 | 5,729            | [ 統計 4 ]  |
| 1995年 | 3,545            | [ 統計 5 ]  |
| 1996年 | 4,354            | [ 統計 6 ]  |
| 1997年 | 4,409            | [ 統計 7 ]  |
| 1998年 | 4,543            | [ 統計 8 ]  |
| 1999年 | 4,510            | [ 統計 9 ]  |
| 2000年 | 4,604            | [ 統計 10 ] |
| 2001年 | 4,555            | [ 統計 11 ] |
| 2002年 | 4,511            | [ 統計 12 ] |
| 2003年 | 4,791            | [ 統計 13 ] |
| 2004年 | 5,288            | [ 統計 14 ] |
| 2005年 | 5,946            | [ 統計 15 ] |
| 2006年 | 6,097            | [ 統計 16 ] |
| 2007年 | 7,429            | [ 統計 17 ] |
| 2008年 | 8,142            | [ 統計 18 ] |
| 2009年 | 8,811            | [ 統計 19 ] |
| 2010年 | 9,750            | [ 統計 20 ] |
| 2011年 | 5,283            | [ 統計 21 ] |
| 2012年 | 5,439            | [ 統計 22 ] |
| 2013年 | 5,477            | [ 統計 23 ] |
| 2014年 | 5,356            | [ 統計 24 ] |
| 2015年 | 5,528            | [ 統計 25 ] |
| 2016年 | 5,677            | [ 統計 26 ] |
| 2017年 | 5,839            | [ 統計 27 ] |
| 2018年 | 5,902            | [ 統計 28 ] |
| 2019年 | 5,901            | [ 統計 29 ] |
| 2020年 | 4,431            | [ 統計 30 ] |
| 2021年 | 4,834            | [ 統計 31 ] |
| 2022年 | 5,166            | [ 統計 32 ] |

## 駅周辺
住宅地が多い。東口には大型商業施設、西口にはホテルや商店が点在する。

### 西口
- 彦根地方合同庁舎
  - ハローワーク彦根
  - 滋賀労働局彦根労働基準監督署
- 彦根市スポーツ・文化交流センター（プロシードアリーナHIKONE）
- 彦根市立会館ひこね燦ぱれす
- 彦根自動車学校
- 彦根市消防本部
- 彦根市立城南小学校
- 城南保育園
- パナソニック彦根工場

### 東口
- ビバシティ彦根[21] - 1996年（平成8年）4月26日開業[22]。
- 平和堂本部 HATOC（）[23]
- 平和堂技能研修センター[24] - 平和堂マークの下に「食品センター」と書かれた看板がある[注釈 1]。
- 滋賀中央信用金庫彦根営業部
- 国立印刷局彦根工場

## 接続交通機関
駅西口と駅東口に湖国バスと愛のりタクシー（デマンドタクシー）の停留所を設けている。なお、愛のりタクシーの市立病院・友仁山崎病院方面行きはほぼ全路線が乗車または降車専用として扱うため、乗車することができない便がほとんどを占める。

### バス路線
南彦根駅西口
- 湖国バス
  - 多賀線・平田線：彦根駅
  - 南彦根県立大学線：県立大学

南彦根駅東口
- 湖国バス
  - 平田線：南彦根駅西口（平日朝1便のみ運行）
  - 南彦根ベルロード線：彦根駅 / ビバシティ

### タクシー路線
南彦根駅西口
- 愛のりタクシーかわせ
  - 日夏線・亀山線：豊郷駅

南彦根駅東口
- 愛のりタクシーとりいもと
  - 山手線：笹尾
  - 小野線：友仁山崎病院
  - 宮田線：北甲田

- 愛のりタクシーたが
  - 河内線：山女原（）
  - 大君ヶ畑線：大君ヶ畑奥
  - 萱原（）線：おしどりの里

- 愛のりタクシーこうら
  - 甲良線：豊郷駅

- 愛のりタクシーかわせ
  - 河瀬東・豊郷線：雨降野信号前

- 愛のりタクシーいなえ
  - 石寺線：雨降野信号前
  - 新海浜線：豊郷駅

## 隣の駅
西日本旅客鉄道（JR西日本）
 琵琶湖線（東海道本線）
■新快速
通過
■普通（京都駅または高槻駅以西は快速）
彦根駅 (JR-A13) - 南彦根駅 (JR-A14) - 河瀬駅 (JR-A15)

### 記事本文